# Amazonski crni urlikavac
Amazonski crni urlikavac (lat. Alouatta nigerrima) je vrsta primata iz porodice hvataša. Endem je Amazonske prašume u Brazilu. Sve do 2001. smatran je podvrstom crvenorukog urlikavca.

## Opis
Krzno mu je obojeno crnom bojom, a tijelo mu je kao i kod svih hvataša relativno čvrsto. Rep mu je uvijen, te na njegovom krajnjem dijelu nema nikakvih dlaka. Udovi su mu dugi i jaki.
Dnevna je životinja, te živi u skupini. Vrijeme najčešće provodi na granama drveća. Biljojed je, hrani se lišćem, plodovima i cvjetovima. Najveća prijetnja mu je uništavanje staništa, te lov u manjoj mjeri.